# Reinberg-Heidenreichstein
Reinberg-Heidenreichstein ist eine Ortschaft und eine Katastralgemeinde der Gemeinde Eggern im Bezirk Gmünd in Niederösterreich mit 97 Einwohnern (Stand 1. Jänner 2024).

## Geografie
Die südöstlich von Eggern liegende Streusiedlung besteht aus zahlreichen Gehöften in Einzellage um den namensgebenden Reinberg (644 m ü. A.), über den auch die Europäische Hauptwasserscheide verläuft, sowie die Rotte Pengers. Durch die Ortschaft führt die Thayatal Straße. 
Am 1. April 2020 umfasste die Ortschaft 68 Adressen.

## Geschichte
Im Jahr 1822 wurde der Ort als Amt mit 35 Häusern genannt, das nach Eggern eingepfarrt war, wohin auch die Kinder eingeschult wurden. Die Herrschaft Weißenbach besaß die Ortsobrigkeit und die Herrschaft Heidenreichstein übte die Landgerichtsbarkeit aus, besorgte die Konskription und hatte die Grundherrschaft inne.
Laut Adressbuch von Österreich waren im Jahr 1938 in der Ortsgemeinde Reinberg-Heidenreichstein zwei Gastwirte, eine Hebamme, ein Viehhändler und zahlreiche Landwirte ansässig. Im Jahr 1971 trat die Ortschaft der Gemeinde Eggern bei.

## Siedlungsentwicklung
Zum Jahreswechsel 1979/1980 befanden sich in der Katastralgemeinde Reinberg-Heidenreichstein insgesamt 74 Bauflächen mit 27.333 m² und 16 Gärten auf 9.158 m², 1989/1990 waren es 102 Bauflächen. 1999/2000 war die Zahl der Bauflächen auf 217 angewachsen und 2009/2010 waren es 133 Gebäude auf 212 Bauflächen.

## Landwirtschaft
Die Katastralgemeinde ist landwirtschaftlich geprägt. 346 Hektar wurden zum Jahreswechsel 1979/1980 landwirtschaftlich genutzt und 419 Hektar waren forstwirtschaftlich geführte Waldflächen. 1999/2000 wurde auf 322 Hektar Landwirtschaft betrieben und 433 Hektar waren als forstwirtschaftlich genutzte Flächen ausgewiesen. Ende 2018 waren 309 Hektar als landwirtschaftliche Flächen genutzt und Forstwirtschaft wurde auf 434 Hektar betrieben. Die durchschnittliche Bodenklimazahl von Reinberg-Heidenreichstein beträgt 21,6 (Stand 2010).